# Philippe Couplet

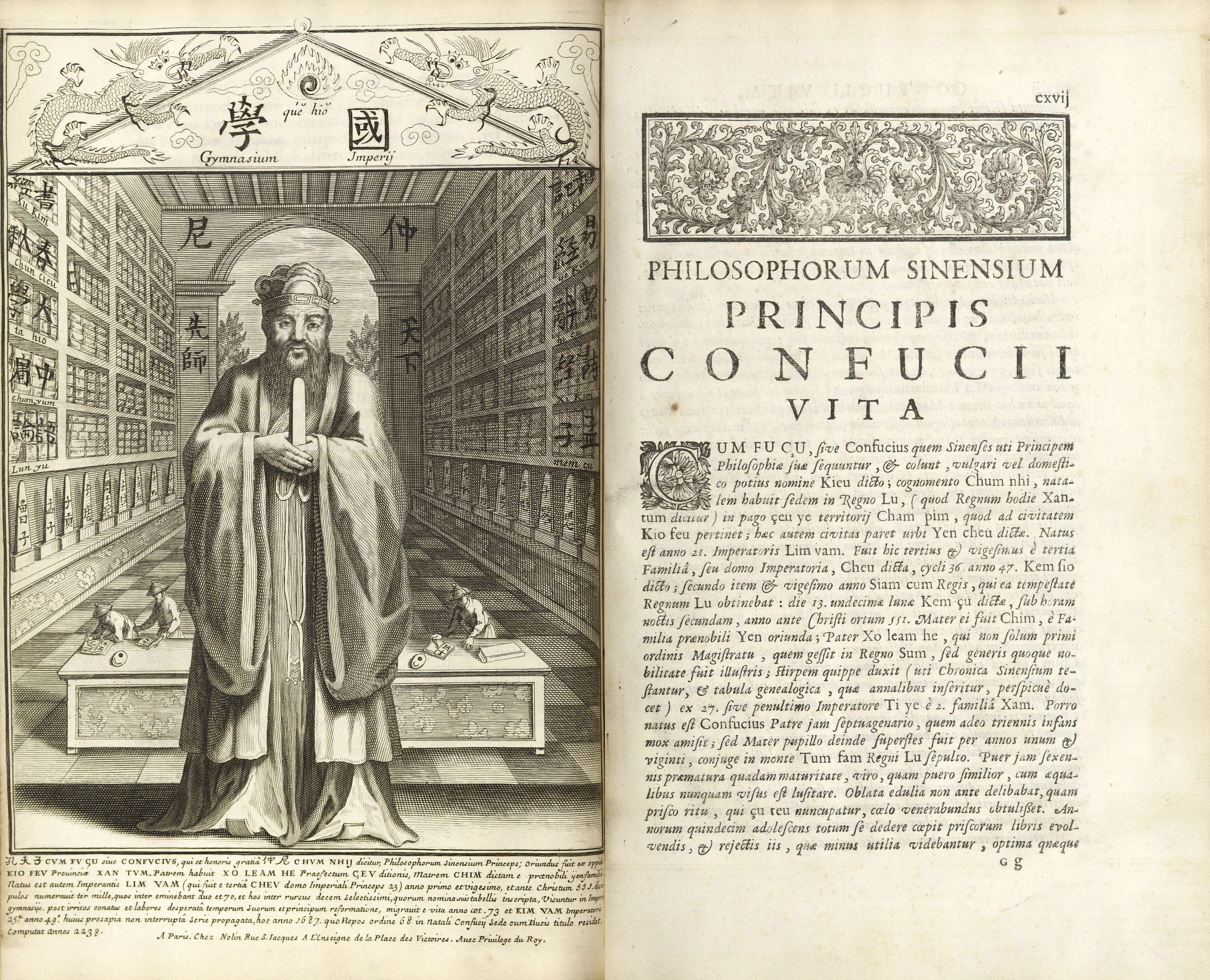
Confucius Sinarum Philosophus („Konfuzius, Philosoph der Chinesen“), herausgegeben von einer Arbeitsgruppe unter Philippe Couplet.

Philippe Couplet (auch: Philip oder Philippus Couplet; chinesisch 柏應理, Pinyin Bó Yìnglǐ; * 31. Mai 1623, Mechelen, Spanische Niederlande; † 16. Mai 1693, Goa, Indien) war ein Jesuit, der im 17. Jahrhundert als Missionar in China war. Er stammte aus Mechelen, damals Teil der Spanischen Niederlande.

## Leben

### China (1656–1681)
Philippe Couplet trat 1640 der Gesellschaft Jesu bei und bald darauf wurde durch einen Vortrag von Martino Martini (1614–1661) sein Interesse an China geweckt. Durch diese Vorträge wurden auch Albert D’Orville, François de Rougemont, und Ignatius Hartogvelt (1629–1658) sowie Ferdinand Verbiest für die Mission in China gewonnen. Couplet brach 1656 mit einer Gruppe von neu rekrutierten Jesuiten nach China auf, die von Michał Boym geführt wurde. Boym kehrte mit dem Antwortschreiben des Papstes zum Kaiser Yongli zurück.
Couplet übernahm mehrere verantwortliche Stellen in China, musste jedoch während der Verfolgungen 1665–1670 nach Canton fliehen.
Er arbeitete eng mit Candida Xu (chinesisch 徐甘第大, Pinyin Xu Gandida, 1607–1680) zusammen, einer Enkelin des Ministers Xu Guangqi. Unter ihrer Patronage war es ihm möglich, mehrere neue Kirchen in Jiangnan zu etablieren.

### Gesandtschaft nach Europa (1681–1693)
Couplet wurde 1681 als Prokurator der chinesischen Jesuiten nach Rom gesandt. Er sollte die päpstliche Erlaubnis erwirken, dass die Liturgie auf Chinesisch gesungen werden durfte. Bei seinem Besuch im Vatikan übergab er dem Papst eine Sammlung von chinesischen Übersetzungen christlicher Bücher. Eine Audienz bei Ludwig XIV. ließ den Plan entstehen, fünf jesuitische „Mathematiker“ an den chinesischen Hof zu entsenden.

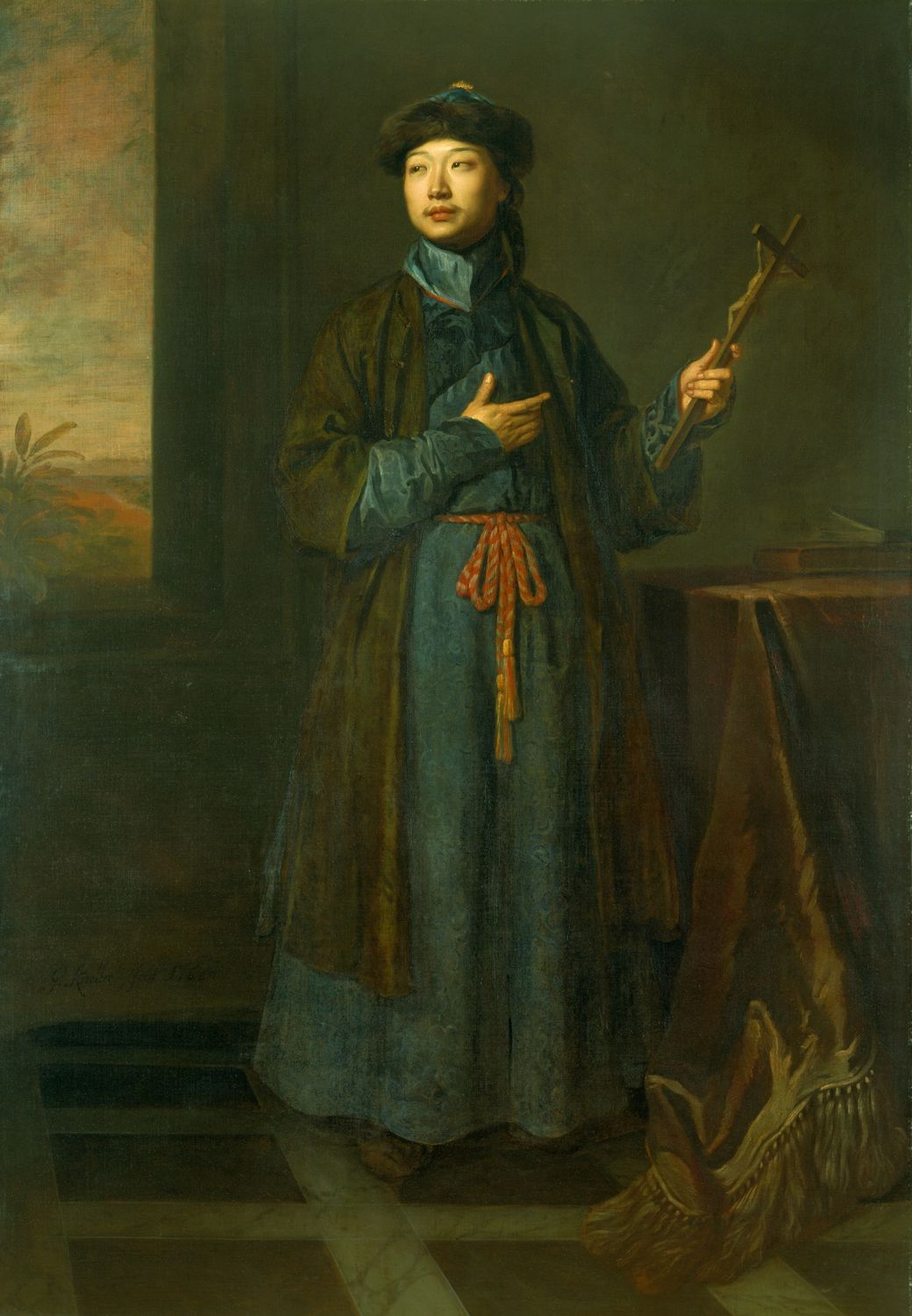
Philippe Couplet brachte in seinem Gefolge Michael Shen Fu-Tsung nach Europa, einen der ersten namentlich bekannten Chinesen in Europa.

Auf dieser Reise wurde er von zwei Chinesischen Konvertiten begleitet. Einer von ihnen war Michael Shen Fu-Tsung (Miguel Shen Fuzong), einer der ersten namentlich bekannten Chinesen, der Italien, Frankreich und England besuchte. Unter anderem unternahmen sie wissenschaftliche Gespräche mit Linguisten über die Natur der Chinesischen Sprache. Sie besuchten Oxford, Berlin und Wien.

## Werke
1686 veröffentlichte Couplet in Paris die Tabula chronologica monarchiae Sinicae, eine „chronologische Tafel der chinesischen Könige“. Damit wollte er beweisen, dass es Übereinstimmungen zwischen der Septuaginta und den chinesischen Chroniken gäbe. Um diese Theorie zu beweisen, musste er 1400 Jahre in dem Zeitabschnitt zwischen der Schöpfung und der Geburt von Abraham einfügen. Dies vergraulte jedoch sowohl die europäischen Gelehrten, als auch die Missionare in China. Sein Werk hatte jedoch immensen Einfluss auf andere europäische Wissenschaftszweige. Leibniz, beispielsweise, entdeckte aufgrund seiner Korrespondenz mit den Jesuiten, dass das Dualsystem, welches er erarbeitet hatte, auch im chinesischen Klassiker Yijing existiert.
1687 veröffentlichte er zusammen mit anderen (Prospero Intorcetta, Christian Wolfgang Herdtrich, François de Rougemont) das Werk Confucius Sinarum philosophus („Konfuzius, Philosoph der Chinesen“), eine Übersetzung mit Anmerkungen von drei der Vier Klassiker, die die Grundlage des konfuzianischen Kanons bilden. Das Werk war die Zusammenfassung der Arbeit von mehreren Generationen von Jesuiten. und wurde König Ludwig XIV. gewidmet.
Das Vorwort der Übersetzung pries die Klassiker an:
„Man könnte sagen, dass das Moralsystem dieses Philosophen unendlich sublim ist, gleichzeitig jedoch einfach, sensibel und aus den reinsten Quellen der natürlichen Vernunft gezogen... Niemals ist Vernunft, entkleidet der Göttlichen Offenbarung, so gut entwickelt erschienen oder mit so viel Kraft.“
Bevor er nach China zurückkehrte, kümmerte er sich darum, dass ein Konflikt zwischen der Pariser Mission, der er durch einen Gehorsamseid verpflichtet war und der portugiesischen Padroado, seiner ursprünglichen Schutzmacht, gelöst wurde. Nach Verhandlungen, die sich über acht Jahre hinzogen, kamen die beiden Seiten zu einer Übereinkunft und Couplet konnte wieder nach China aufbrechen.
Auf der Schiffsreise fiel während eines Sturms über dem Arabischen Meer eine schwere Kiste auf seinen Kopf und verletzte ihn schwer. Der fast siebzigjährige verstarb am folgenden Tag, dem 16. Mai 1693, gerade als sein Schiff in Goa ankam.
- Tabula chronologica monarchiae Sinicae juxta cyclos annorum LX. ab anno ante Christum 2952. ad annum post Christum 1683. (Separates Titelblatt für die Zeit nach Christi Geburt: Tabula chronologica monarchiae Sinicae juxta cyclos annorum LX. ab anno post Christum primo, usque ad anum praesentis Saeculi 1683.) Paris 1686 [1687] (Digitalisat), Wien 1703 (Digitalisat)
- (mit Prospero Intorcetta): Confucius Sinarum philosophus, sive scientia Sinensis Latine exposita. Daniel Horthemels, Paris 1687 (Digitalisat)
- Breve raguaglio delle cose piu notabili spettanti al grand'imperio della Cina. 1687
- Histoire d'une dame chrétienne de la Chine où par occasion les usages de ces peuples, l'établissement de la religion, les manieres des missionaires, & les exercices de pieté des nouveaux chrétiens sont expliquez. Paris 1688 (Digitalisat) – Biographie von Candida Xu
  - (span. Übs.:) Historia de vna gran señora, christiana de la China, llamada doña Candida Hiù. Madrid 1691 (Digitalisat)
  - (ndl. Übs.:) Historie van eene groote, christene mevrouwe van China met naeme mevrouw van China met naeme mevrouw Candida Hiu. Antwerpen 1694 (Digitalisat)

## Trivia
Bei einem politischen Treffen von Macron, Merkel und Xi Jinping im März 2019 spielte ein Buch von Couplet eine Rolle als Gastgeschenk. Bei seiner Ankunft an der Côte d’Azur erhielt Xi von Macron eine illustrierte Übersetzung des Konfuzius von 1687. Mit dieser Übersetzung beginnt die Sinologie in Frankreich.